# Job Mann

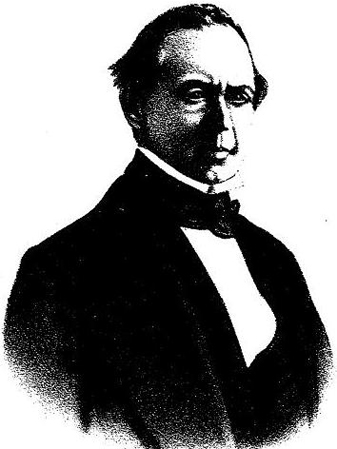
Job Mann

Job Mann (* 31. März 1795 in Bethel, Bedford County, Pennsylvania; † 8. Oktober 1873 in Bedford, Pennsylvania) war ein US-amerikanischer Politiker. Zwischen 1835 und 1837 sowie nochmals zwischen 1847 und 1851 vertrat er den Bundesstaat Pennsylvania im US-Repräsentantenhaus.

## Werdegang
Der im heutigen Fulton County geborene Job Mann besuchte die öffentlichen Schulen seiner Heimat und die Bedford Academy. Im Jahr 1816 wurde er Verwaltungsangestellter beim Bezirksrat im Bedford County. Zwischen 1818 und 1835 übte er in diesem Bezirk noch weitere Verwaltungsämter aus. Gleichzeitig schlug er als Mitglied der Demokratischen Partei eine politische Laufbahn ein.
Bei den Kongresswahlen des Jahres 1834 wurde Mann im 18. Wahlbezirk von Pennsylvania in das US-Repräsentantenhaus in Washington, D.C. gewählt, wo er am 4. März 1835 die Nachfolge von George Burd antrat. Da er im Jahr 1836 nicht bestätigt wurde, konnte er bis zum 3. März 1837 nur eine Legislaturperiode im Kongress absolvieren. Diese war von den Diskussionen um die Politik von Präsident Andrew Jackson geprägt.
Nach einem anschließenden Jurastudium und seiner 1839 erfolgten Zulassung als Rechtsanwalt begann er in Bedford in diesem Beruf zu arbeiten. Zwischen 1842 und 1845 war Mann State Treasurer von Pennsylvania. Außerdem war er Abgeordneter im Repräsentantenhaus dieses Staates. Bei den Wahlen des Jahres 1846 wurde Mann im 19. Distrikt Pennsylvanias erneut in den Kongress gewählt, wo er am 4. März 1847 Henry Donnel Foster ablöste. Nach einer Wiederwahl konnte er bis zum 3. März 1851 zwei Legislaturperioden im Repräsentantenhaus verbringen. Diese Zeit war anfangs noch von den Ereignissen des Mexikanisch-Amerikanischen Krieges bestimmt. Danach beherrschte die Diskussion um die Frage der Sklaverei das politische Geschehen innerhalb und außerhalb des Kongresses. Damals wurde der von Henry Clay ausgearbeitete Kompromiss von 1850 verabschiedet.
Im Jahr 1850 verzichtete Job Mann auf eine weitere Kandidatur. Nach dem Ende seiner Zeit im US-Repräsentantenhaus praktizierte er wieder als Anwalt. Er starb am 8. Oktober 1873 in Bedford, wo er auch beigesetzt wurde.